# Andrew Fletcher (musiker)
Andrew John Leonard "Andy" Fletcher, även känd som "Fletch", född 8 juli 1961 i Nottingham, död 26 maj 2022 i Brighton, East Sussex, var en brittisk musiker. Han var keyboardspelare i och originalmedlem av Depeche Mode.

## Bakgrund
Fletcher var son till John och Joy Fletcher och var äldst av fyra syskon. Han föddes i Nottingham men han flyttade med familjen till London-förorten Basildon när han var två år gammal. Innan Depeche Mode slog igenom arbetade Fletcher på ett försäkringsbolag.

## Depeche Mode
År 1980 grundade Fletcher tillsammans med Vince Clarke, Martin L. Gore och David Gahan bandet Composition of Sound, som senare kom att bli Depeche Mode.  Fletcher började som basist, men sedan Depeche Mode gick över till att helt använda syntar under tidigt 1980-tal var han i huvudsak keyboardist i bandet. Fletcher sägs dock ha haft sin viktigaste roll inom Depeche Modes administrativa del, då han varit förhandlaren och affärsmannen i bandet. Bandet har inte alltid haft en manager anställd under alla år, utan istället har Fletcher tagit på sig den rollen. I D.A. Pennebakers dokumentär om bandet, 101 från 1989, förklarar Fletcher bandmedlemmarnas olika roller som att: "Martin's the songwriter, Alan's the good musician, Dave's the vocalist, and I bum around." 
Under sin 40-åriga karriär har Depeche Mode sålt mer än 100 miljoner album över hela världen. År 2020 valdes bandet in i amerikanska Rock and Roll Hall of Fame.  
Fletcher startade skivbolaget Toast Hawaii som soloprojekt 2002.

## Privatliv
Under 1990-talet ägde Fletcher restaurangen Gascogne i St. John's Wood i London. Han var vid sin bortgång delägare i flera pubar i London. 
År 1993 gifte sig Fletcher med sin ungdomskärlek Gráinne Mullan. Paret fick två barn och bodde i London. 
Under 1990-talet drabbades Fletcher av depression, vilket kulminerade i ett nervöst sammanbrott sommaren 1994. Han var i flera intervjuer öppen med sin kamp mot psykisk ohälsa.
Den 26 maj 2022 avled Fletcher, 60 år gammal. Dödsorsaken var en bristning i kroppspulsådern.